# Albuixec
Albuixec (oficialment Albuixech) és un municipi del País Valencià situat a la comarca de l'Horta Nord. El seu nom és d'origen àrab: Abu-Saak.

## Geografia
Està situat en la comarca de l'Horta Nord, a 11 km de la ciutat de València. Es tracta d'un municipi de la zona costanera de l'Horta de València. La costa dista 1,5 km del nucli urbà i està formada per pedres. Entre el poble i la mar se situa l'horta, el polígon industrial del Mediterrani i l'autovia V-21.

### Límits
Limita amb Massalfassar, Museros, Albalat dels Sorells i també amb les pedànies de Mauella i Tauladella, que pertanyen al terme municipal de València.

### Accés
Per carretera, s'accedix a Albuixech per la comarcal CV-316 que connecta amb la també comarcal CV-3004, que al seu torn comunica amb Massamagrell i Albalt dels Sorells. L'eixida 9 de l'autovia V-21 es troba a escassos quilòmetres del municipi.
El municipi compta amb una estació de ferrocarril on s'aturen tots els combois de la línia C-6 de la xarxa de Rodalies Renfe de València direcció Sagunt i direcció València-Nord.

## Història
Albuixech va ser una alqueria musulmana que es va anomenar posteriorment Abu Xech, que significa 'l'alqueria del Bosc', en referència al terreny que envoltava el terme municipal: un gran bosc de matolls amb vinyes i oliveres.
En aquells temps musulmans van ser la Tribu dels Ameiries els qui van dominar tot el territori valencià i van establir els regnes Taifes de València, del qual depenia esta població.
Zayd Abu Zayd era amo absolut d'Albuixech i de la majoria dels castells de Castelló, com ara els d'Eslida, Castro d'Alfondeguilla, Vilamalur i Arenós, entre d'altres. Ibn Hud de Múrcia, que pertanyia als Abbassies, va voler apoderar-se d'algunes propietats pertanyents a Abu Zayd, entre altres la d'Albuixech, però el varen obligar a signar un tractat de pau i desistir d'eixes pretensions. Això va facilitar la presa de possessió pacífica per part del rei Jaume I que donà el lloc al bisbe de València, Berenguer de Castellbisbal.
Teresa Gil de Vidaure va ser la senyora de la població fins que rei Pere el Gran la va revertir a la Corona, deixant un petit feu a favor del Bisbat de València. Alfons el Magnànim va nomenar administrador d'Albuixech al seu Recaptador de confiança Luciano Martínez Yunta.
El 15 de setembre de 1479 va passar a les mans de Joan Ramon Folc IV de Cardona i Joana d'Aragó.
Albuixech va quedar sotmesa als Furs d'Aragó amb data 5 de desembre del 1556 i va aconseguir ser municipi independent amb caràcter general. Posteriorment el Ducat de Gandia va reclamar davant Felip II que la població fora altra vegada administrada sota la seua propietat; però el rei va recusar la proposta i Albuixech va continuar depenent de la Corona.
Durant la Guerra de la Independència, entre els anys 1808 i 1814, la població va patir conseqüències desastroses.
També l'afectaren molt les Guerres Carlistes, com a conseqüència de les activitats del general Ramon Cabrera, en 1837, a l'horta valenciana.
Durant la Guerra Civil del 1936-1939 a Albuixech es varen crear grups de milícies dels sindicats d'esquerres que hi havien al poble per tal de lluitar al costat del bàndol republicà en la batalla de l'Ebre.
Després va seguir la mateixa evolució que la resta de localitats costaneres, que deixaren en segon pla els cultius d'horta i donaren pas a la indústria al polígon del Mediterrani amb empreses tan importants com ara Vossloh (trens), Nudespa (elaboració del pa), Makro (hipermecat), Porcelanosa (ceràmica),...

## Demografia
| any  | habitants |
| ---- | --------- |
| 1900 | 1.514     |
| 1910 | 1.924     |
| 1920 | 2.047     |
| 1930 | 2.248     |
| 1940 | 2.301     |
| 1950 | 2.310     |
| 1960 | 2.407     |
| 1970 | 2.641     |
| 1981 | 2.974     |
| 1991 | 2.963     |
| 2000 | 3.032     |
| 2005 | 3.478     |
| 2007 | 3.646     |
| 2011 | 3.998     |
| 2015 | 3.928     |
| 2018 | 3.983     |
| 2021 | 4.189     |
| 2022 | 4.201     |

## Economia
Basada tradicionalment en l'agricultura, els cultius d'horta funcionen en rotacions intensives molt variades que produïxen tres collites anuals. El reg es realitza per les aigües de la Séquia Reial de Montcada i les Séquies del Rollet i Fila. Es produïxen excel·lents melons, creïlles, tomates, cebes, tabac, etc. El cultiu més extensiu és el del taronger.
Actualment estan radicades nombroses indústries al Polígon Industrial del Mediterrani.

## Política i govern

### Composició de la Corporació Municipal
El Ple de l'Ajuntament està format per 11 regidors. En les eleccions municipals de 26 de maig de 2019 foren elegits 4 regidors del Partit Socialista del País Valencià (PSPV-PSOE), 3 de Ciutadans - Partit de la Ciutadania (Cs), 2 de Compromís per Albuixec (Compromís) i 2 del Partit Popular (PP).
| Eleccions municipals de 26 de maig de 2019 - Albuixec                                                                                       |                                          |                                     |                                     |        |          |          |
| Candidatura | Candidatura                              | Candidatura                         | Cap de llista                       | Vots   | Vots     | Regidors |
| | Partit Socialista del País Valencià-PSOE |                                     | José Vicente Andreu Castelló        | 858    | 36,08%   | 4 (-2)   |
| | Ciutadans - Partit de la Ciutadania      |                                     | Julián Vecina Vilches               | 566    | 23,80%   | 3 (+2)   |
| | Compromís per Albuixec                   |                                     | Josep Tamarit Fuertes               | 492    | 20,69%   | 2 (+1)   |
| | Partit Popular                           |                                     | Antonio Devis Lopez                 | 442    | 18,59%   | 2 (-1)   |
| | Vots en blanc                            |                                     |                                     | 20     | 0,84%    |          |
| Total vots vàlids i regidors | Total vots vàlids i regidors             | Total vots vàlids i regidors        | Total vots vàlids i regidors        | 2.378  | 100 %    | 11       |
| | Vots nuls                                | Vots nuls                           | Vots nuls                           | 41     | 1,69%    |          |
| Participació (vots vàlids més nuls) | Participació (vots vàlids més nuls)      | Participació (vots vàlids més nuls) | Participació (vots vàlids més nuls) | 2.419  | 75,83%** |          |
| Abstenció | Abstenció                                | Abstenció                           | Abstenció                           | 771*   | 24,17%** |          |
| Total cens electoral | Total cens electoral                     | Total cens electoral                | Total cens electoral                | 3.190* | 100 %**  |          |
| Alcalde: José Vicente Andreu Castelló (PSPV) (15/06/2019) Per majoria absoluta dels vots dels regidors (6 vots: 4 de PSPV i 2 de Compromís) |                                          |                                     |                                     |        |          |          |
| Fonts: JEC, JEZ València, M. Interior, Periòdic Ara. (* No són vots sinó electors. ** Percentatge respecte del cens electoral.)             |                                          |                                     |                                     |        |          |          |

### Alcaldes
Des de 2007 l'alcalde d'Albuixech és Pepe Andreu (José Vicente Andreu Castelló) del PSPV-PSOE.
| Període                       | Alcalde o alcaldessa         | Partit polític | Data de possessió | Observacions |
| ----------------------------- | ---------------------------- | -------------- | ----------------- | ------------ |
| 1979–1983                     | Luis Helenio Juanes Requena  | UCD            | 19/04/1979        | --           |
| 1983–1987                     | Ramón Gimeno Tamarit         | PSPV-PSOE      | 28/05/1983        | --           |
| 1987–1991                     | Ramón Gimeno Tamarit         | PSPV-PSOE      | 30/06/1987        | --           |
| 1991–1995                     | Ramón Gimeno Tamarit         | IPA            | 15/06/1991        | --           |
| 1995–1999                     | Mariano Tamarit Lleyda       | PP             | 17/06/1995        | --           |
| 1999–2003                     | Mariano Tamarit Lleyda       | PP             | 03/07/1999        | --           |
| 2003–2007                     | Mariano Tamarit Lleyda       | PP             | 14/06/2003        | --           |
| 2007–2011                     | José Vicente Andreu Castelló | PSPV-PSOE      | 16/06/2007        | --           |
| 2011–2015                     | José Vicente Andreu Castelló | PSPV-PSOE      | 11/06/2011        | --           |
| 2015–2019                     | José Vicente Andreu Castelló | PSPV-PSOE      | 13/06/2015        | --           |
| 2019-2023                     | José Vicente Andreu Castelló | PSPV-PSOE      | 15/06/2019        | --           |
| Des de 2023                   | n/d                          | n/d            | 17/06/2023        | --           |
| Fonts: Generalitat Valenciana |                              |                |                   |              |

## Monuments
- Església parroquial de la nostra Senyora.[7]
- Estàtua del Capitán Trueno.

L'arquitectura civil d'Albuixec està representada per diverses alqueries morisques i cases d'horta, testimoniatge d'un remot passat:
- Alqueria de la Palmera

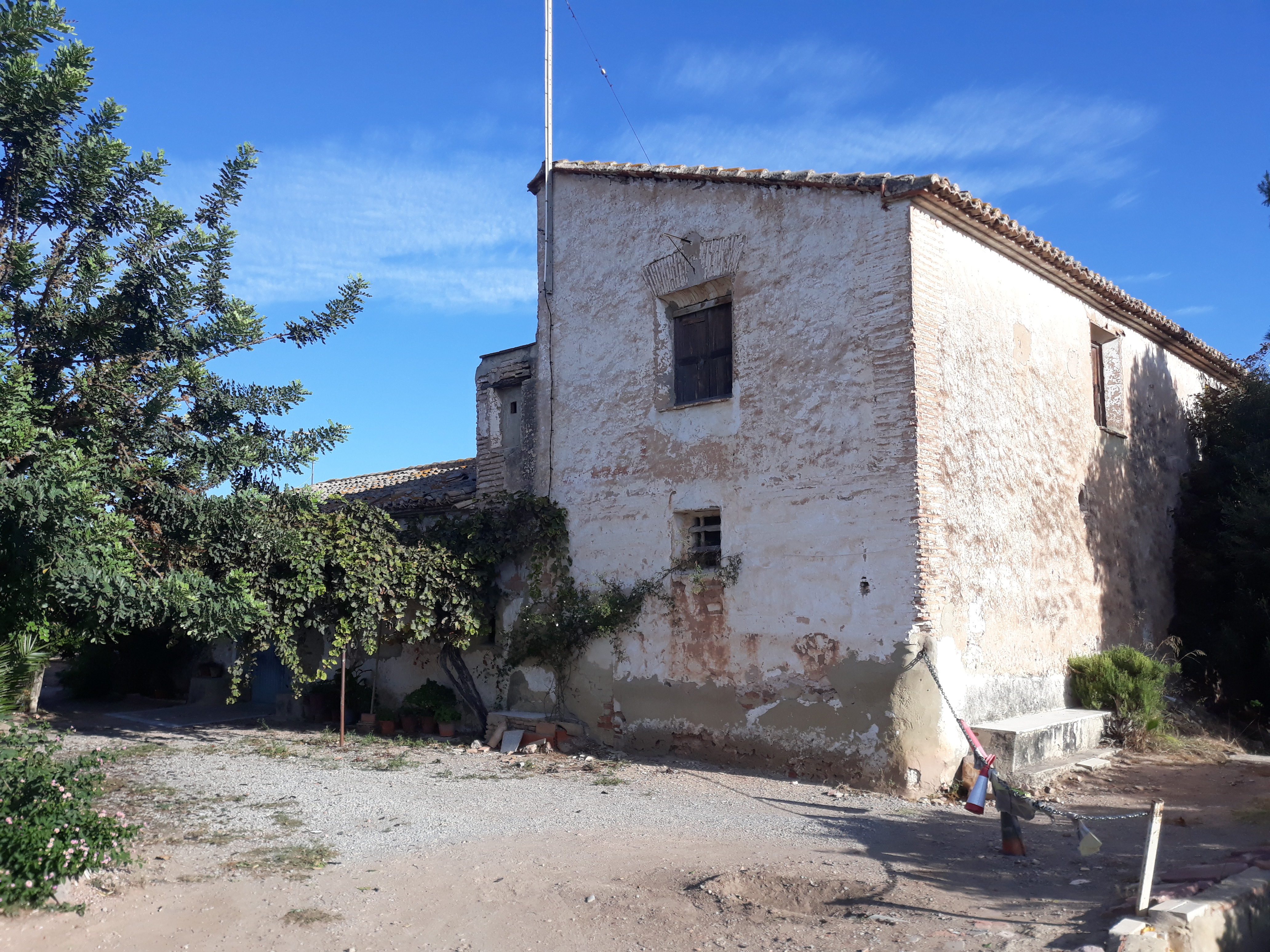
Alqueria de Sancho/Cases del Gordo
- Alqueria del Peix
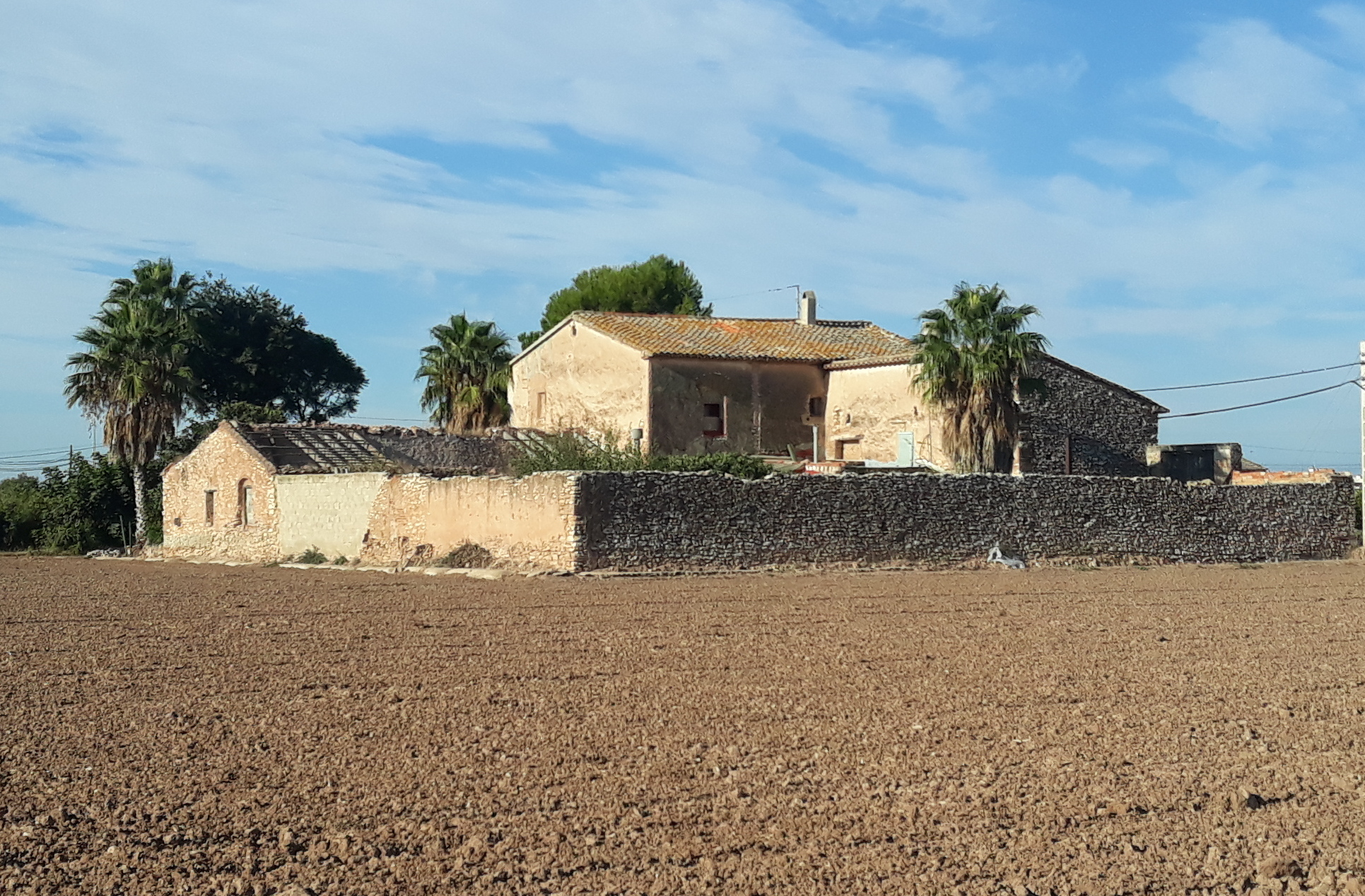
Alqueria de Gori
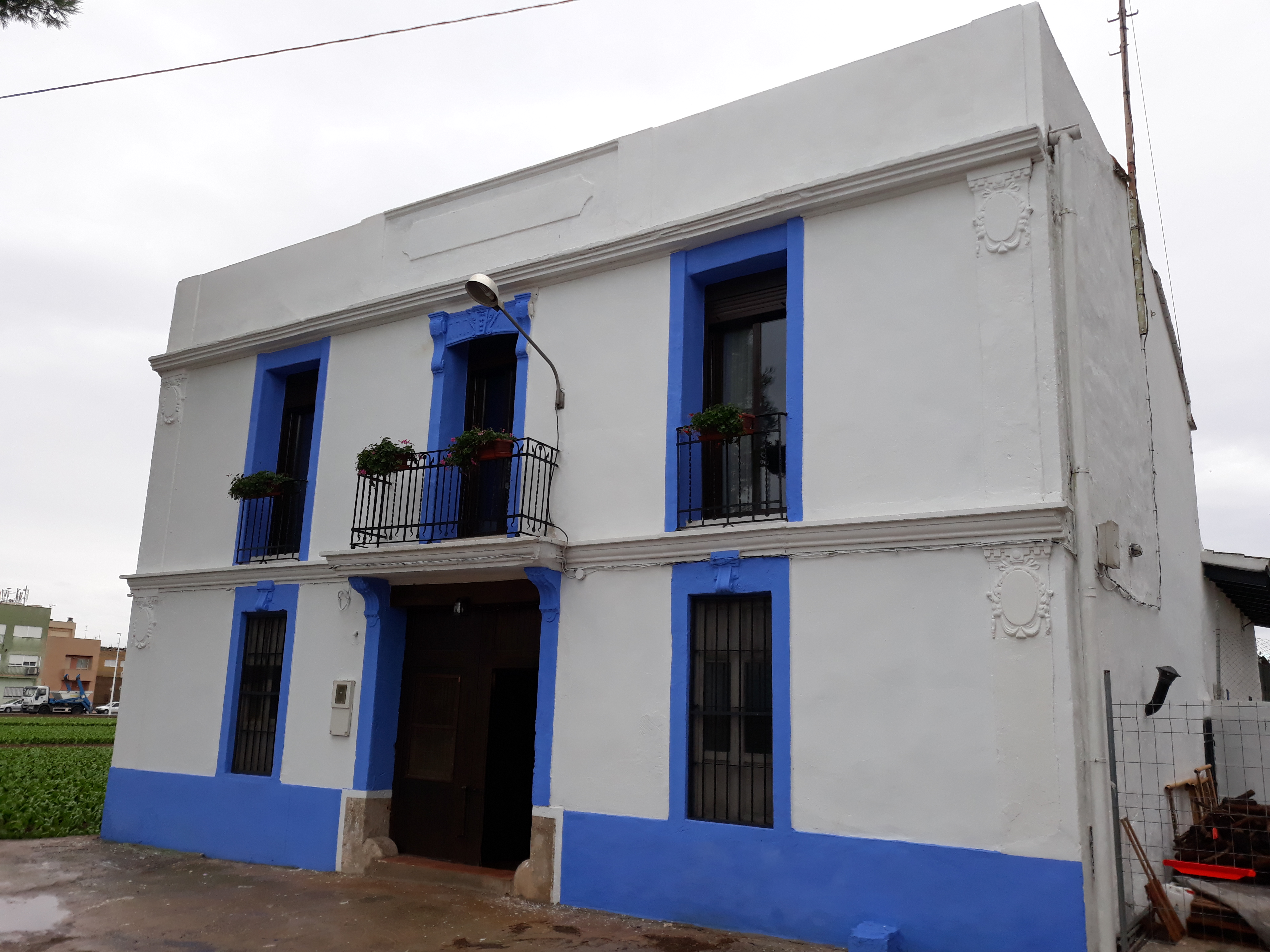
Alqueria de Soi
- Aqueria de Galut
- Alqueria de Tramolleres  - Alqueria del Peix
  - Alqueria de la Palmera
  - Alqueria de Soi

## Festes Locals
- Festes Patronals. Entre el 21 i el 30 d'agost.
- Sant Ramon. A partir del 31 d'agost.
- Bous al carrer durant la major part dels dissabtes dels mesos de juny, juliol i setembre.
- A més, el poble té dues falles, la de Sant Ramon i la del rei En Jaume I. Estes festes se celebren al mes de març.

## Personatges il·lustres
- Miguel Ambrosio Zaragoza "Ambrós", dibuixant del famós còmic del Capitán Trueno.